# Pouldavid-sur-Mer
Pouldavid-sur-Mer est une ancienne commune du Finistère créée en 1919 et rattachée à celle de Douarnenez en 1945.

## Géographie
Pouldavid est avant tout un hâvre de fond de ria, situé au fond de la rivière de Pouldavid (située elle-même au fond de la Baie de Douarnenez), alimentée par deux minuscules fleuves côtiers, le Ty an Taro et la rivière de Tréboul ;  le bourg s'est établi sur une colline formée par la presqu'île de confluence et dominant la ria. La localité est maintenant englobée dans la ville de Douarnenez dont elle est devenue un des quatre quartiers (Pouldavid, Tréboul, Ploaré et Douarnenez).

## Histoire

### Étymologie et origines
Dans sa Vie des saints de Bretagne Armorique, qui date de 1637, au chapitre sur la vie de saint Guénolé, Albert Le Grand laisse entendre que le nom de la commune pourrait venir du breton Poul Dahud, le « trou de Dahud ». Mais il est le premier auteur, racontant la légende de la ville d'Ys, à parler de ce personnage de Dahud, qu'il présente comme « la fille impudique » du roi Gradlon. René Largillière, dans la Revue celtique, en 1924, a proposé une autre explication par la transformation du mot breton plou en "poul", comme c'est le cas également pour Pouldergat et Pouldreuzic. Il est plus probable que Pouldavid doive son nom au roi biblique David, comme de nombreux autres toponymes de Haute et Basse-Bretagne: la Ville-David, la Noë-David, Saint-David, Kerdavid, etc. Bien loin que Dahud soit à l'origine de ce toponyme, c'est au contraire le personnage de Dahud qui pourrait avoir été inventé à partir de la prononciation bretonne de Pouldavid: Pouldahud. Selon Erwan Vallerie, le nom initial devait être *Pouldevi. C'est sous l'influence de la Bible et de la mythologie, qu'il a été compris et s'est transformé en Pouldavid et Pouldahu. 
Le nom a évolué au fil du temps : par exemple Jean Alfonse nomme en 1545 ce qui n'était alors qu'un petit village "Pont Davys".

### Moyen Âge
Le port de Pouldavid a une importance notable au Moyen Âge ; ses navires fréquentent alors des ports tels que Nantes, La Rochelle, Bordeaux, Bilbao, Rouen, Dunkerque, etc., important sel, blé et vin, exportant sardines et toiles de chanvre tissées à usage agricole, domestique ou servant à fabriquer des voiles ; les olonnes de Locronan et du Porzay étant aussi à l'époque connues sous le nom de Pouldavid ou des noms avoisinants, car le nom est parfois déformé.
Pouldavid faisait partie du fief des barons de Nevet qui y exerçaient le droit de haute justice chaque vendredi ; c'est à Pouldavid que se trouvaient la prison, les fourches patibulaires et le four banal. Les seigneurs de Névet, qui possédaient la rivière de Pouldavid et les hâvres de Porz Ru et de Tréboul, prélevaient des droits sur le trafic du port de commerce et le cinquième des poissons pêchés. Ils avaient aussi droit au plus beau turbot pêché à chaque fois, « moyennant une galonnée de vin et deux deniers de pain ».

« Le malheureux pêcheur jetant l'ancre dans l'anse de Pouldavid doit sortir six sous de sa poche et, s'il y construit une barque, acquitter les droits de lods et ventes (...). Le moindre coup de filet lui coûte ses plus beaux poissons, le baron retenant pour sa table le plus beau turbot et s'attribuant la cinquième part d'un panier de mulets et de maquereaux. »

### Époque moderne

#### Les exactions deGuy Éder de la Fontenelle
« Le nommé Fontenelle (...) se jeta dans le fort de l'île Tristan, fief dudit seigneur de Névet, à l'entrée de ladite rivière de Pouldavid, éloigné dudit Pouldavid de deux portées de mousquet, (...) pilla toute la ville de Pouldavid, en exila les habitants et la démolit entièrement jusqu'aux halles, moulins, prison et patibulaires, et en fit emporter tous les matériaux au dit fort, même du quai et hâvre, pour s'y fortifier, ce qui resta le fit brûler et n'en laissa que les vestiges. »

#### Pouldavid en 1767
En 1767, selon un r. ôle établi par Bernard Ascoët, syndic de Douarnenez, Pouldavid comptait alors un marchand en gros (Jean Largenton), trois "mazières" (drapiers), un maréchal-ferrant, un charretier, un maçon, un menuisier, un charpentier, une bouchère, un couvreur d'ardoises, un chaudronnier, un boulanger et deux tailleurs d'habits.

#### Le chemin d'Ahès
Selon Jean-Baptiste Ogée, en 1778, « du côté de Poldavi [Pouldavid] on remarque les vestiges du fameux chemin romain, que le vulgaire appelle Hens-Ahès ou Chemin-d'Ahès ; il conduit de Carhaix [ Vorgium ] jusqu'à la Baye des Trépassés, dans l'endroit où l'on prétend qu'était autrefois la fameuse ville d'Ys, qui peut-être n'exista jamais : il y a encore quelques parties de ce chemin pavé de pierres de taille ».

### Révolution française
En juin 1793, plusieurs chefs girondins (Buzot, Pétion, Guadet, Barbaroux et Louvet) en fuite se cachèrent dans le manoir de Kervern en Pouldavid, hébergés par le régisseur du domaine, Chapuis de Boulair, qui aménage des pièces secrètes ; ces chefs girondins embarquèrent le 21 septembre à Lanvéoc sur le brick l'  Industrie dans le but de fomenter une insurrection à Bordeaux , mais ils furent capturés ; Barbaroux fut guillotiné, Pétion préféra se suicider.
Pendant la Terreur, la chapelle Saint-They de Poullan et la chapelle Saint-Vendal à Pouldavid servent de lieu de refuge pour les prêtres réfractaires qui y célèbrent des messes clandestines suivies par de nombreux fidèles ; les recteurs de Poullan et de Pouldavid refusent de prêter serment à la Constitution civile du clergé.

### LeXIXesiècle

#### Pouldavid en 1845
A. Marteville et P. Varin, continuateurs d'Ogée indiquent en 1845 qu' « il y a foire à Pouldavy le premier vendredi des mois de février, avril, juin, août, octobre et décembre ».
En 1887 la commune de Pouldavid fut dans l'obligation de construire une école publique de filles afin de respecter la loi du 30 octobre 1886 sur les constructions d'office qui oblige les communes dépourvues d'école publique à en construire une.

#### La rivalité entre les habitants de Pouldergat et ceux de Pouldavid
Un fait divers survenu en 1857 et relaté par le journal La Presse évoque cette rivalité :

« Le 24 juin, les communes de Pouldavid et de Pouldergat (...) devaient célébrer brillamment la Fête-Dieu. À moitié chemin des deux, on avait élevé un brillant reposoir, et les habitants parcouraient la route en leurs plus beaux habits. Tout à coup, neuf marins, pêcheurs de sardines de la baie, se ruent sur le reposoir et au grand étonnement de tous, le détruisent. Pourquoi ? pourquoi ? disaient tous les paysans, vous, bons catholiques, faites-vous un tel mal ? C'était précisément parce qu'ils se disaient bons catholiques qu'ils agissaient ainsi. Ils avaient demandé à porter la bannière de Pouldergat et le curé les avait refusé. Furieux d'un refus qui, dans les campagnes bretonnes, les privait d'un honneur très recherché, les neuf marins se sont vengés en démolissant le reposoir. »

Pendant la seconde moitié du XIXe siècle et les premières années du XXe siècle, la population de la section de Pouldergat décline alors que celle de  la section de Pouldavid augmente, ce qu'une délibération du Conseil municipal de la commune explique en ces termes :

« (..). Les propriétaires ruraux et les fermiers ont presque partout supprimé leur penn-ty, où vivaient de nombreuses familles de journaliers agricoles qui, chassées des campagnes, sont venues se réfugier dans les villes et leurs faubourgs : attendu que Pouldavid, sorte de faubourg de Douarnenez, abrite une partie notable de ces malheureuses familles, originaires de la section de Pouldergat. »

#### Les épidémies
Entre le 30 août 1893 et le 1er mai 1894, le canton de Douarnenez enregistra 172 cas de choléra (dont 99 décès), dont 19 cas (13 décès) pour la seule commune de Pouldavid

### LeXXesiècle

#### LaBelle Époque
Le 6 septembre 1902, l'école communale de Poudavid, jusque-là tenue par les Filles du Saint-Esprit, est laïcisée par arrêté préfectoral :

« Aussitôt l'arrêté connu, une délégation des pères de famille, porteurs d'une pétition signée de tous les habitants, s'est rendue à la préfecture pour prier le préfet de surseoir à l'exécution de cet arrêté. Les Sœurs tenaient cette école depuis 1876. »

Au début du XXe siècle, une foire mensuelle se tenait chaque premier vendredi du mois à Pouldavid. Selon Benjamin Girard, ces foires avaient une origine lointaine, ce qui est confirmé par Jean, baron du Névet, qui écrit en 1644 qu'à Pouldavid « il y a marché tous les vendredis, l'un ds bons de la province pour les blés, et foires, deux ».
Le pardon de Pouldavid était très fréquenté : en mai 1910 « on ne pouvait traverser qu'avec mille difficultés l'artère principale qui divise la cité en deux : trop de monde et trop de poussière. La procession sort au milieu de la multitude recueillie. On y rencontre des paysans et paysannes de Pouldergat, Poullan, Ploaré, Tréboul, mais surtout des Douarnenistes parées de leur long châle et de leur coiffe blanche en forme de conque marine ».

#### La Première Guerre mondiale
Le monument aux morts de Pouldavid-sur-Mer porte les noms de 55 soldats et marins morts pour la France pendant la Première Guerre mondiale : quatre d'entre eux au moins sont des marins disparus en mer, trois au moins sont des soldats décédés sur le front belge, deux au moins dans les Balkans lors de l'Expédition de Salonique, 1 au moins en Allemagne où il était probablement prisonnier ; 1 marin est décédé à Ferryville (Tunisie) ; la plupart des autres sont décédés sur le sol français.

#### La création de la commune de Pouldavid-sur-Mer
Des désaccords existaient souvent entre les électeurs de Pouldergat et ceux de Pouldavid, comme l'illustre cet article du journal La Croix publié en 1909 :

« La commune de Pouldergat comprend deux sections : Pouldergat et Pouldavid, qui ont respectivement droit à neuf et douze conseillers municipaux. Or, il y a un mois, les douze conseillers de Pouldavid, qui comme ceux de Pouldergat étaient libéraux, ont été battus et remplacés par douze conseillers radicaux. Ceux-ci, imposant leur volonté au Conseil, ont élu un maire radical, M. Le Berre. Les neuf conseillers de Pouldergat, étant en minorité constante, ont démissionné, et une campagne a été menée par leurs partisans pour demander l'autonomie de Pouldergat, c'est-à-dire la transformation de la section en commune. Une élection devait avoir lieu, dimanche, en vue de pourvoir au remplacement des conseillers démissionnaires. Le bureau de vote ne fut constitué que de cinq membres au lieu de six : le maire, trois instituteurs et un cantonnier. Durant toute la journée, aucun électeur ne s'est présenté à l'urne, le mot d'ordre ayant été donné. »

La commune de Pouldavid-sur-Mer a été créée par la loi du 22 octobre 1919 par scission d'une partie de la commune de Pouldergat, au sein de laquelle Pouldavid formait depuis une section administrée depuis 1890 par un adjoint spécial. La commune n'a donc existé que 26 ans, puisqu'elle a fusionné en 1945 avec Douarnenez (ainsi que Ploaré et Tréboul ) dont elle devient un quartier, retrouvant son nom historique de "Pouldavid".

#### L'Entre-deux-guerres
La population de Poudavid-sur-Mer était de 1 568 habitants lors du recensement de 1921, de 1 435 habitants en 1926, de 1 295 en 1931 et de 1 259 lors de celui de 1936.
En 1925, le maire de Pouldavid-sur-Mer, Belbéoc'h, ainsi que ceux de Ploaré (François Halna du Fretay) et de Tréboul (Marec) tentèrent une médiation pour mettre fin à la grève des penn sardin de Douarnenez.
Selon le journal Ouest-Éclair, en mai 1925, « des marins-pêcheurs de Pouldavid, après avoir capturé une énorme quantité de chiens de mer et de roussettes se sont vus dans l'obligation de rejeter à la mer une partie de leur pêche, leur embarcation par suite de la surcharge menaçant de couler ».

#### La Seconde Guerre mondiale
Le naufrage le 16 novembre 1941 du palangrier douarneniste Sainte-Thérèse, disparu dans le Raz de Sein, fit 16 morts, dont 4 de Pouldavid.
22 résistants FFI originaires de Pouldavid ont un dossier au Service historique de la défense à Vincennes : Bernard Ansquer, Herlé Bequet, André Brard, Henri Le Bars, Napoléon Cerbon, Henri Gonidec, Hyacinthe Gonidec, Louis Griffon, Jean Guellec, Hervé Guellec, François Guillou, Eugène Jaffry, René Le Gouill, François Le Guellec, Henri Le Pors, Pierre Louboutin, Eugène Lucas, Nicolas Mazéas, Pierre Moalic, Jean Moreau, Pierre Pérennès et Jean Youinou.
Le 4 août 1944 un combat sanglant opposa près de Kerharo des soldats allemands (dont des Waffen SS, ainsi que des soldats russes sous uniforme allemand) venant d'Audierne qui n'avaient pas pu embarquer à Porz Lesven (en Beuzec-Cap-Sizun) pour aller se réfugier en presqu'île de Crozon et des résistants FFI qui les attaquèrent depuis les hauteurs de Kermarron ; les soldats allemands se réfugièrent dans l'anse de Pouldavid. Les combats firent plusieurs morts dans les rangs des résistants, dont les gendarmes Riou et Rivoal, et plusieurs blessés. Le 5 août 1944, Eugénie Mazéas, née Le Gouill, est abattue par un soldat allemand 13, rue Eugène Lucas à Pouldavid, sans raisons apparentes.
Parmi les autres victimes de la guerre originaires de Pouldavid, Alain Parc fut blessé lors des combats pour la libération de Pouldavid et décéda de ses blessures le 17 octobre 1944 ; Georges Kerloc'h, marin, est mort à Casablanca le 13 septembre 1939 ; Jean JAUREGUY, né le 2 septembre 1920 à Pouldavid-sur-Mer, est « Mort pour la France » le 3 juillet 1940 à Mers-el-Kebir (ex département d'Oran) en Algérie.
L'association  Amzer Gwechall  a recensé 124 prisonniers de guerre allemands ayant travaillé à Pouldergat ou à Pouldavid entre 1945 et 1948.

## Administration
Pendant sa brève existence (26 ans), la commune a eu quatre maires : Pierre Belbéoc'h entre 1919 et 1925, Jean Le Gall entre 1925 et 1929, Jean Le Guellec entre 1929 et 1935 et Pierre Belbéoc'h à nouveau entre 1935 et 1945.

## Lieux et monuments

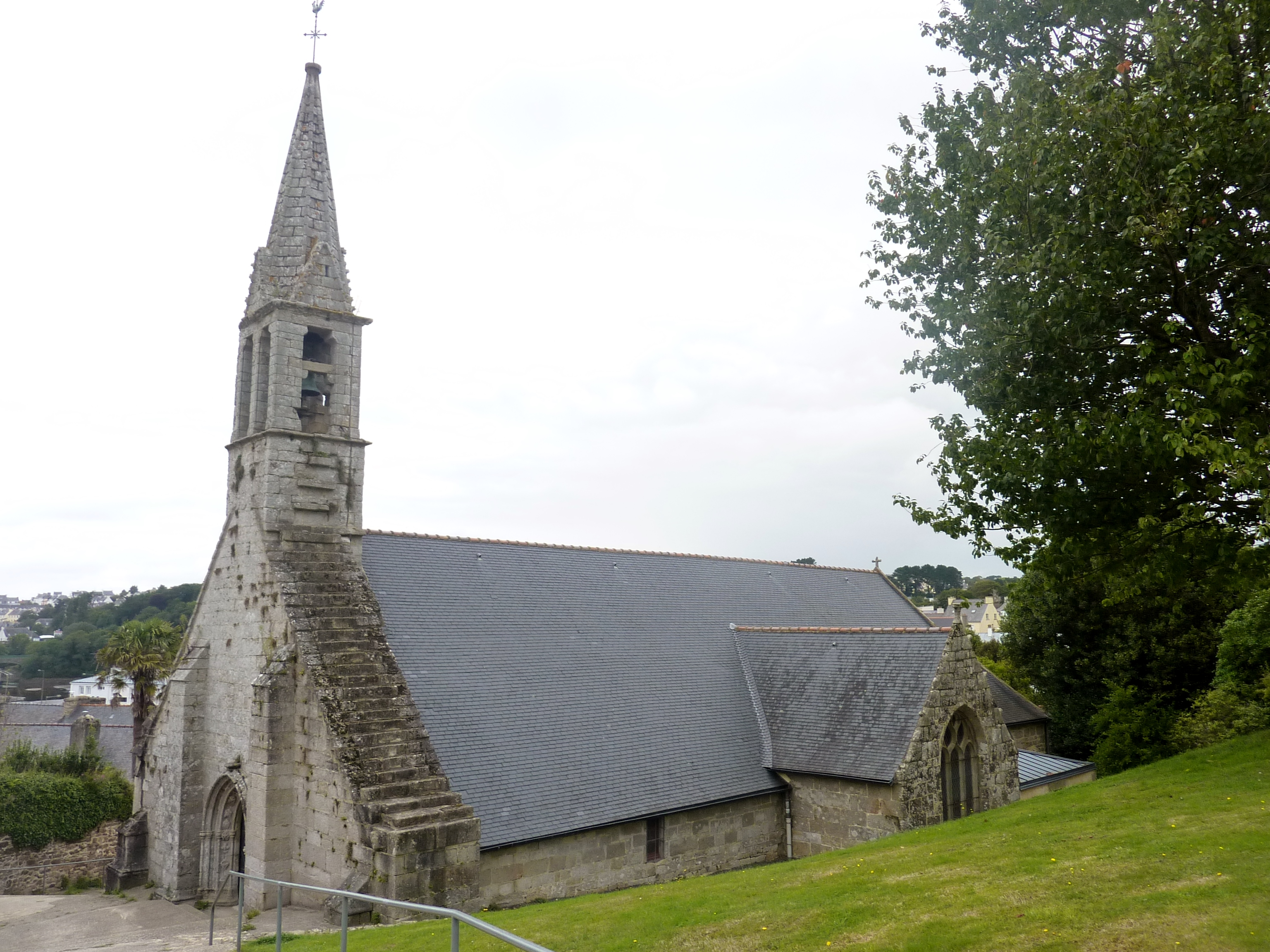
L'église Saint-Jacques de Pouldavid

- L'église Saint-Jacques de Pouldavid : construite à flanc de coteau, l'église présente une nef avec des arcades du XIVe siècle, un porche du XVe siècle, et un chœur du XVIe siècle. La voûte du chœur est ornée de seize panneaux peints du XVIe siècle retraçant des scènes de la Passion, mais il n'en subsiste que des fragments. L'église renferme plusieurs statues anciennes, dont une Piétà (fin du XVIe siècle) sur un autel en pierre[37].
- La chapelle Saint-Vendal, son calvaire et sa fontaine de dévotion. La chapelle, qui date d la fin du XVIe siècle, sauf le chevet plat qui date du XVIIe siècle, est dédiée à saint Gwenaël , lequel succéda à saint Guénolé à la tête de l'abbaye de Landévennec. La sacristie date de 1881, ainsi que l'autel extérieur des pardons édifié le long du mur nord de la chapelle ; le "pardon des châtaignes" a lieu le deuxième dimanche d'octobre[38].

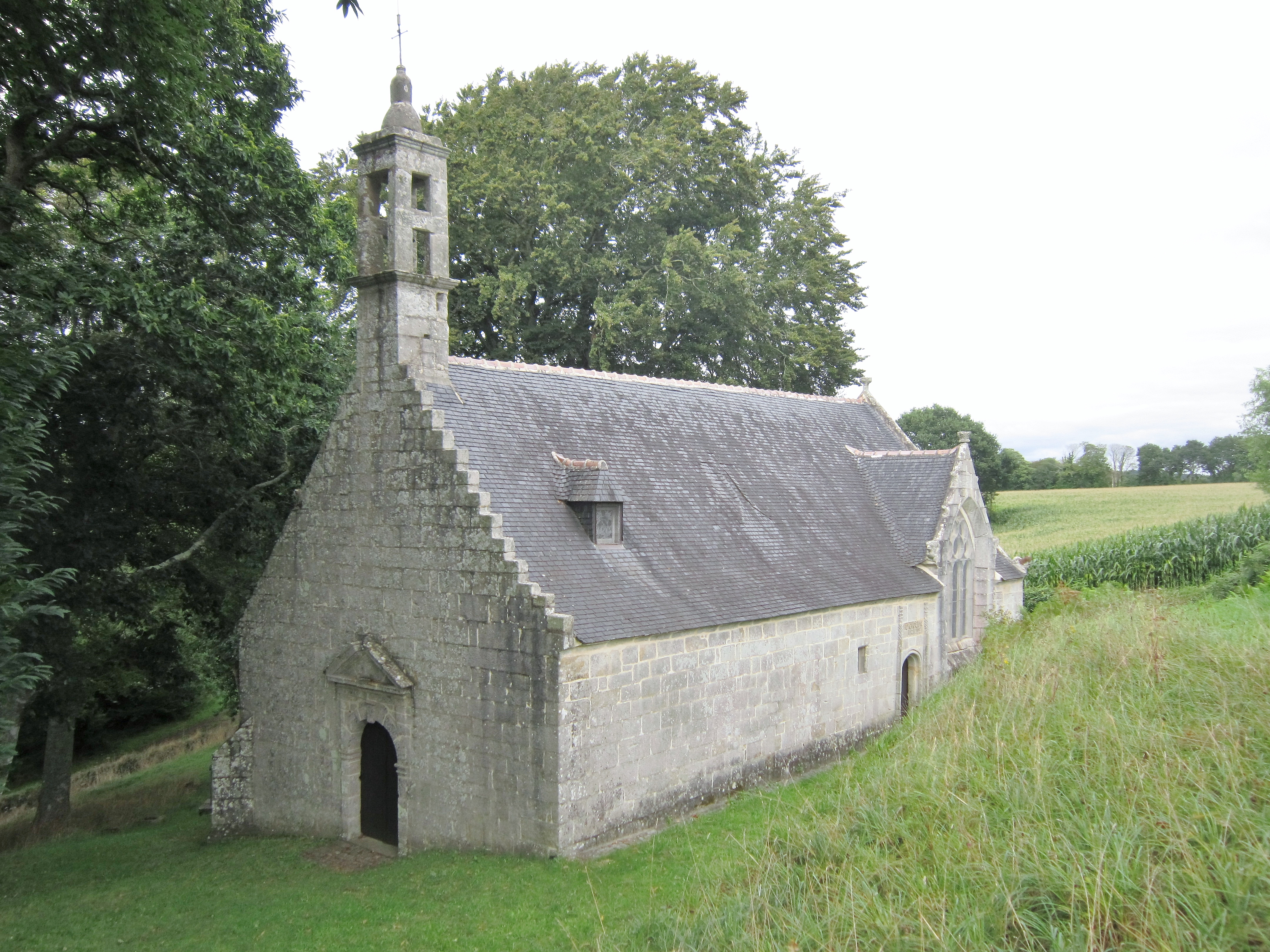
Chapelle Saint-Vendal : vue extérieure d'ensemble.
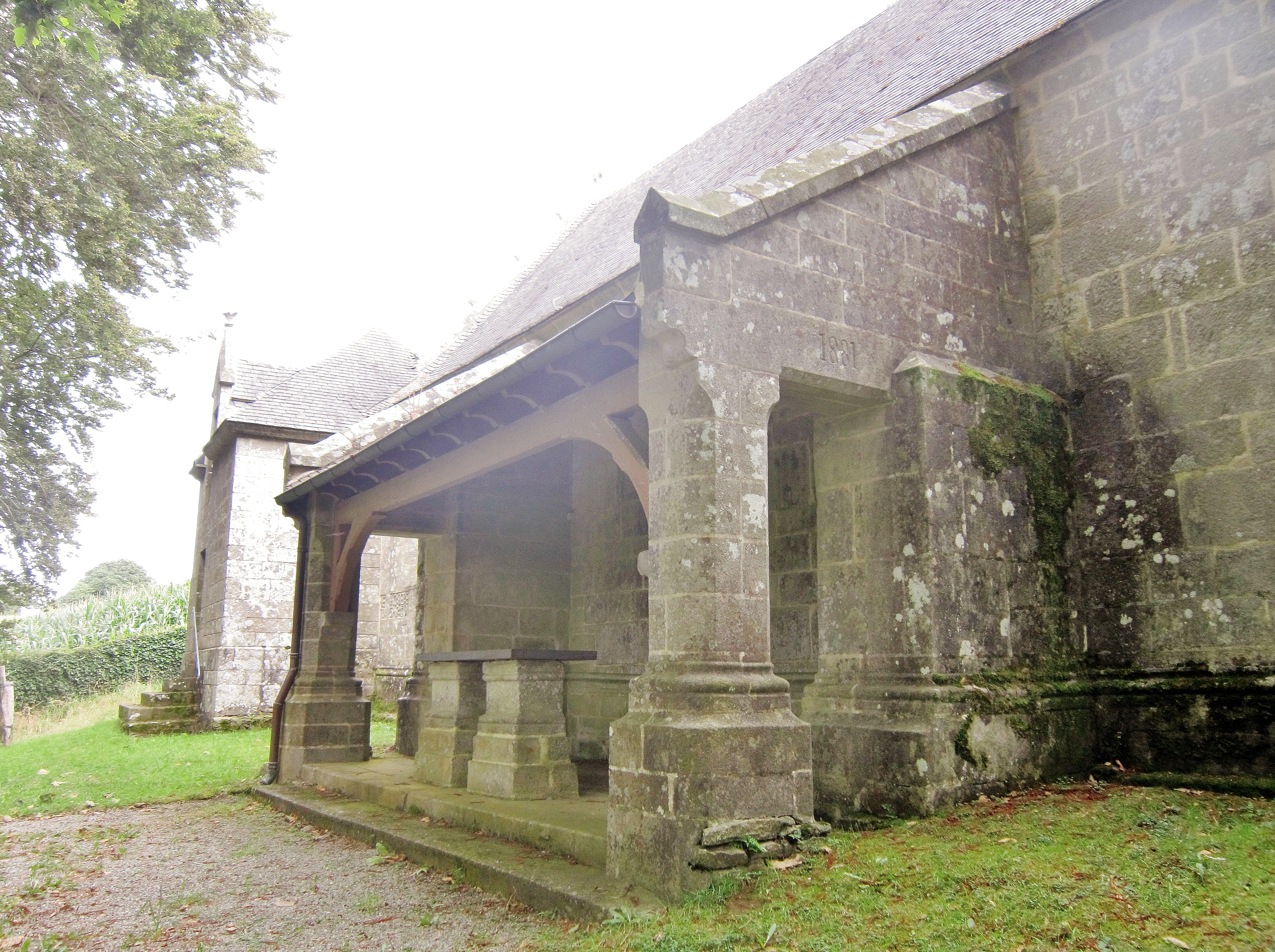
Chapelle Saint-Vendal : flanc nord et l'autel des pardons.
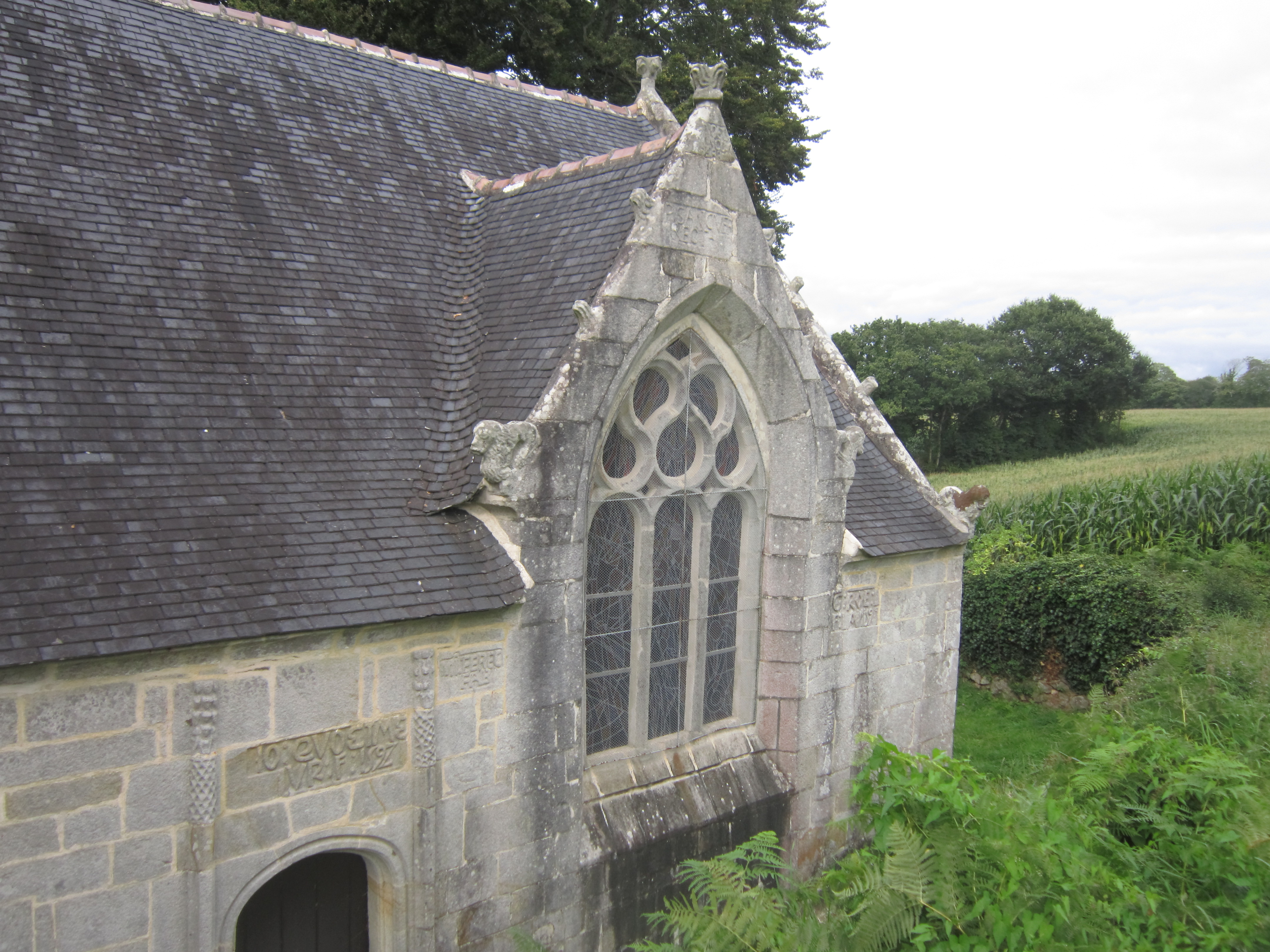
Chapelle Saint-Vendal : flanc sud, vue partielle.
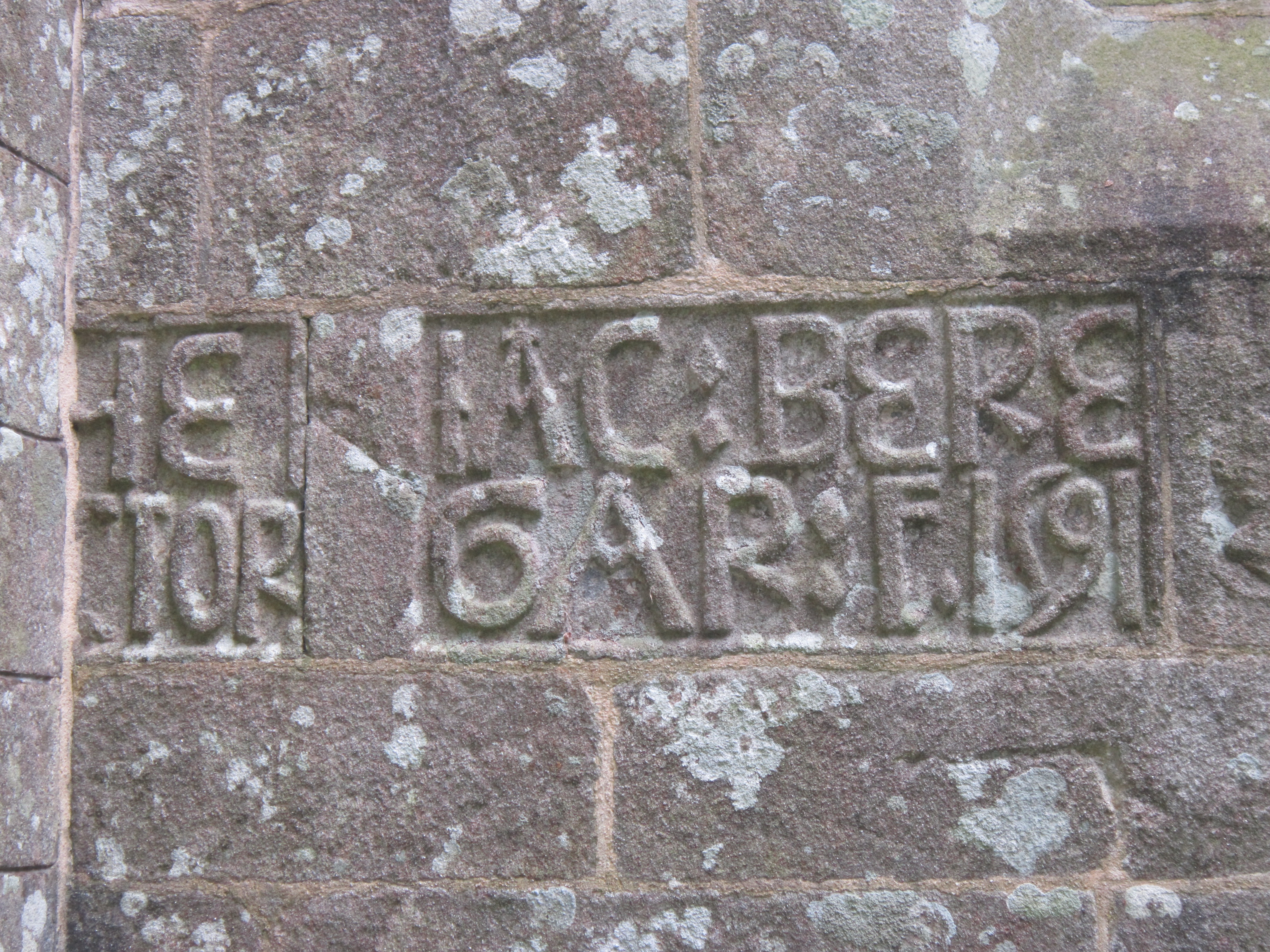
Chapelle Saint-Vendal : inscription sur un mur extérieur.
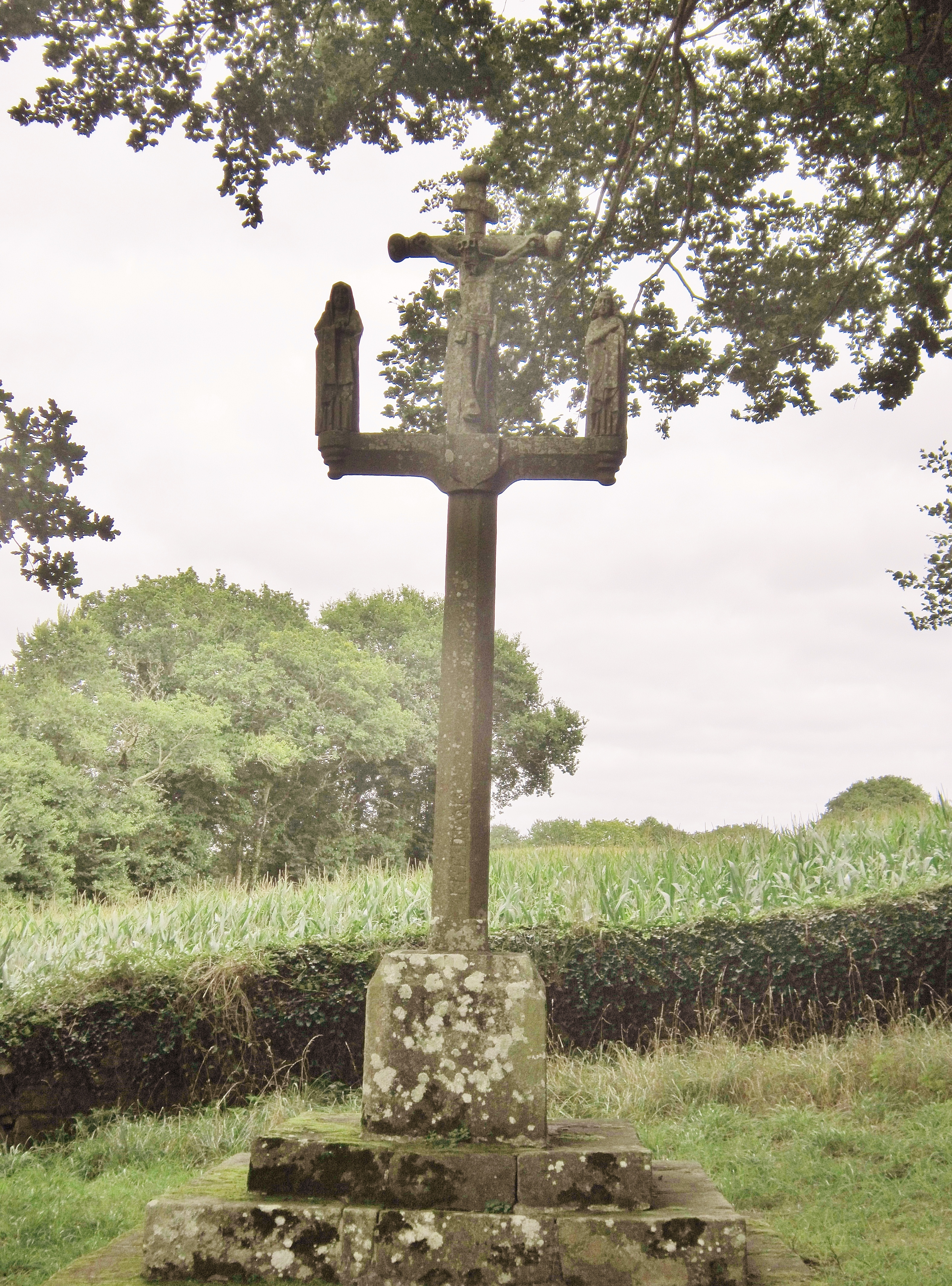
Chapelle Saint-Vendal : le calvaire (provenant des ateliers Roland Doré).
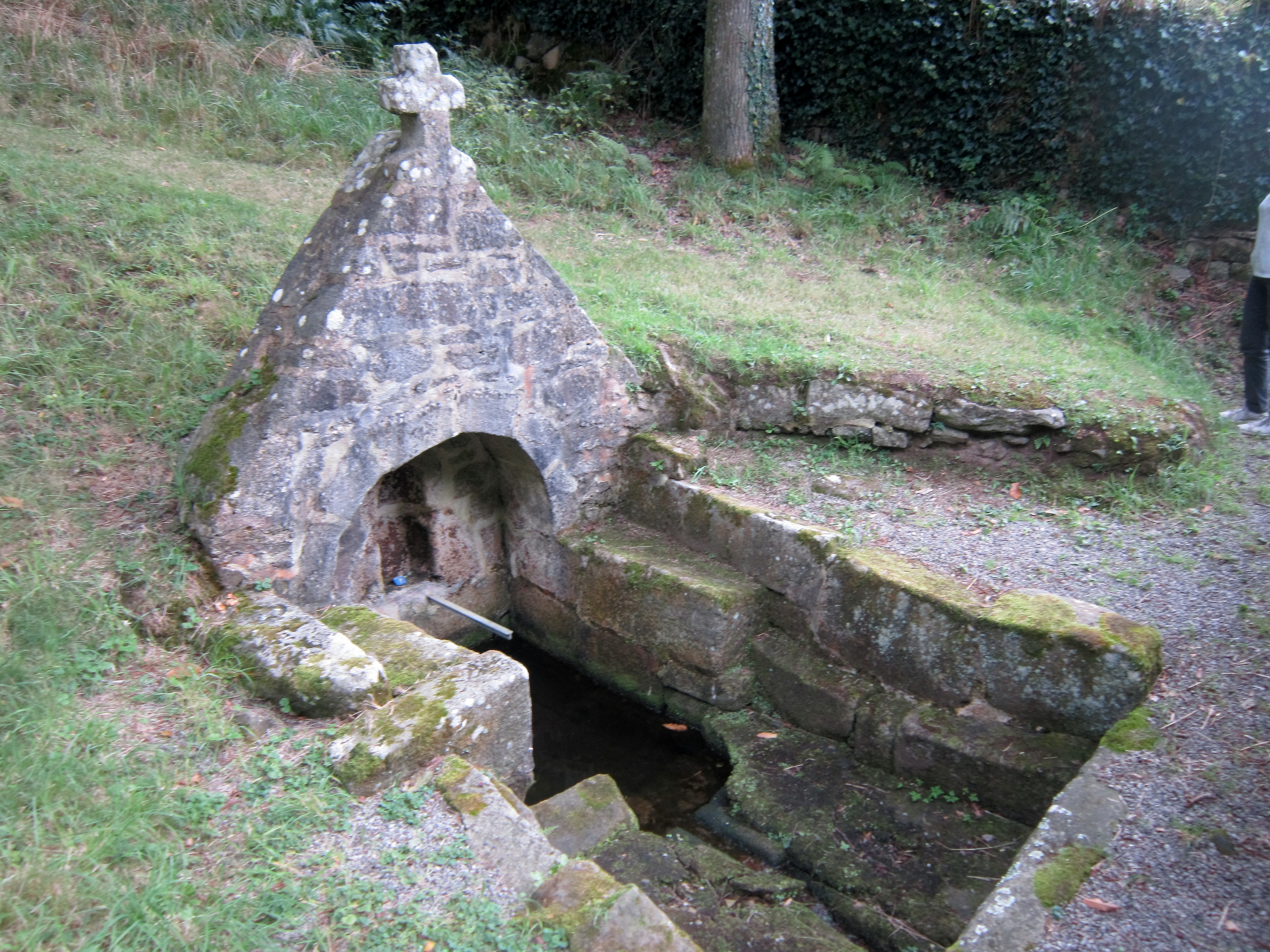
Chapelle Saint-Vendal : la fontaine de dévotion (son eau est censée guérir les rhumatismes).

## Maires successifs
| Période                                  | Période | Identité                    | Étiquette | Qualité |
| ---------------------------------------- | ------- | --------------------------- | --------- | ------- |
| Les données manquantes sont à compléter. |         |                             |           |         |
| 1919                                     | 1925    | Pierre Belbéoc'h            |           |         |
| 1925                                     | 1929    | Jean François Marie Le Gall |           |         |
| 1929                                     | 1935    | Jean Le Guellec             |           |         |
| 1935                                     | 1945    | Pierre Belbéoc'h            |           |         |

## Tableaux

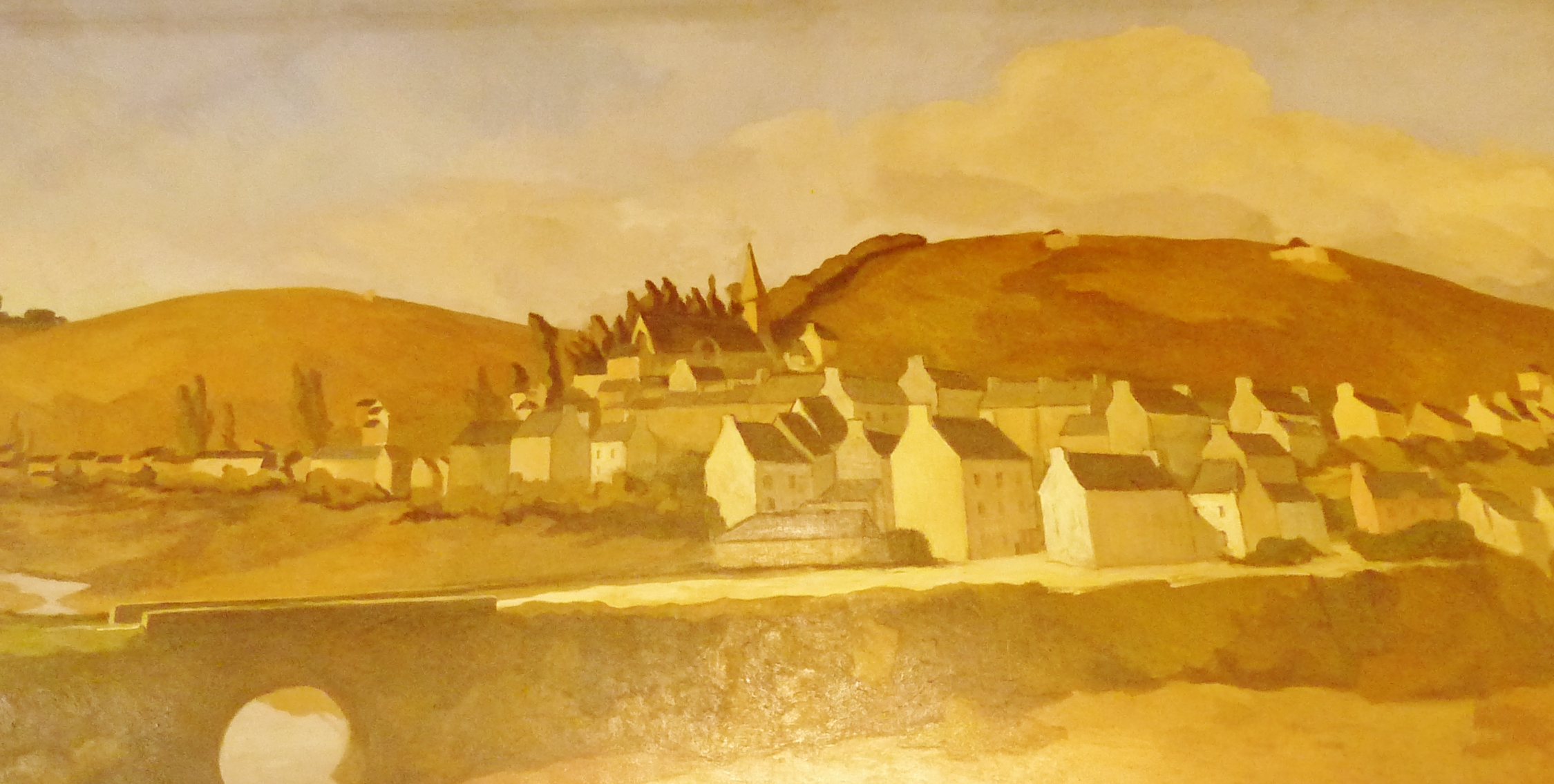
Maurice Le Scouëzec : Le village de Pouldavid

- Maurice Le Scouëzec : Le village de Pouldavid